# 观朝—红山铁路
观朝－红山铁路是一条位于越南太原省太原市、专门运输煤炭的米轨铁路专用线。观朝－红山铁路全长33.5公里，起自位于观朝坊的河太铁路观朝站，终到位于大慈县安朗社的红山煤矿。观朝－红山铁路始于1985年开始建造，由越南人民军第98团负责施工，至1992年初建成通车并移交越南煤炭矿产工业集团，由北越矿业公司红山支部负责营运。这条铁路基本上全线与国道3号观朝至坡杜段、国道37号坡杜至红山段平行。

## 参看
- 越南铁路运输
- 越南交通